# Simun (Birmanie)
Pour les articles homonymes, voir Simun.
 Simun  est un village du comté de Bhamo (en), dans le district de Bhamo, État Kachin, au nord-est de la Birmanie.